# 雨宮翔
雨宮 翔（あめみや かける、2001年8月9日 - ）は、日本のファッションモデル、歌手、ダンサーであり、男女7人組のダンス&ボーカルグループ・GENICのメンバー。神奈川県出身。エイベックス・クラン所属。

## 略歴
ダンスを3歳頃から始める。エイベックス・ダンスマスター出身で、5歳の頃に西島隆弘役でチビッコAAAのメンバーとしてAAAのライブ「AAA TOUR 2009−A depArture pArty−」などに出演。
2016年7月から2018年8月31日まで、DJ&ラッパー&ボーカル&ダンサーからなるハイブリッド5人組BE×DUNK（ビーダンク）のメンバーとして活動。
2019年、avexのDNAを継承する新ダンス&ボーカルグループ育成プロジェクトが発表され、夏に決まる正式メンバーの座をかけて活動する期間限定サバイバル・ユニット、a-genicが結成。2019年8月、正式メンバーに選ばれ11月1日よりGENICに改名し活動開始。
2024年8月、ミュージカル『経験済みなキミと、経験ゼロなオレが、お付き合いする話。』にて、舞台初出演にして初主演を務めた。

## 出演

### 雑誌
- nicola（2016年 - 2020年） - 専属メンズモデル

### 舞台
- ミュージカル『経験済みなキミと、経験ゼロなオレが、お付き合いする話。』（2024年8月16日 - 25日、新宿村LIVE） - 主演・加島龍斗 役[11]
- 燃ゆる暗闇にて（2024年10月5日 - 13日、サンシャイン劇場） - アンドレス 役[12]

### MV
- lol「like that!!（Popteen Ver.）」（2019年）[1]

### イベント
- Yogibo BOOM TOKYO2024（2024年6月1日、幕張メッセ）[13]

### その他
- 60％「60％STAND」メインビジュアル　（2022年）[14]。
- PUMA 2024 AUTUMN/WINTER LOOK[15]

## ディスコグラフィー

### 振付楽曲/コレオグラフィー
- GENIC- 「update」「来る春」「Hallelujah」